# Vladas Garastas
Vladas Garastas (Linkuva, 8 febbraio 1932) è un ex cestista e allenatore di pallacanestro lituano, fino al 1991 sovietico.

## Carriera
Ha guidato l'Unione Sovietica ai Campionati europei del 1989 e ai Campionati mondiali del 1990 e la Lituania a due edizioni dei Giochi olimpici (Barcellona 1992, Atlanta 1996) e ai Campionati europei del 1995.

## Palmarès

### Allenatore
- Campionato sovietico: 3

Žalgiris Kaunas: 1984-85, 1985-86, 1986-87
- Coppa Intercontinentale: 1

Žalgiris Kaunas: 1986